# La scienza degli addii
La scienza degli addii è un romanzo di Elisabetta Rasy, pubblicato nel 2005. Vincitore nello stesso anno del Premio Letterario Basilicata, è stato scritto durante un soggiorno alla Villa Mont-Noir, fondata da Guy Fontaine a Saint-Jans-Cappel e attualmente conosciuta come Villa Marguerite Yourcenar.

## Trama
Sul principio degli anni Ottanta l'ottuagenaria Nadja sente avvicinarsi la morte, ma sa che presto si ricongiungerà al suo Osip, l'uomo che ha amato e dal quale è stato sempre difficile congedarsi. La loro vita comune, infatti, era stata troppo spesso interrotta da circostanze quali i ricoveri nelle cliniche e il confino. 
Si erano conosciuti nel 1919 a Kiev, lui noto poeta e lei diciannovenne pittrice. La passione tra Osip e Nadja si consolidò e i due si sposarono. I primi burrascosi anni del loro matrimonio obbligarono Nadja ad essere testimone delle sbandate sentimentali di Osip, non senza grandi sofferenze. Il giorno che la donna si decise a liberarsi di lui, a sorpresa Osip mise un limite alla sua infedeltà. Malgrado tutto ciò, Nadja sviluppò la sua “scienza” particolare: capì quale fosse la fonte da cui scaturiva l'ispirazione poetica di Osip. Divenne perciò la copista e poi la custode delle composizioni – che non potevano essere stampate – rimanendo sveglia la notte ad ascoltarlo, ad accogliere il suo dettato. Così faceva anche la loro migliore amica, Anna Andreevna Achmatova. Portandosi dentro questo bagaglio di parole, non poteva certo abbandonare il suo uomo. Fedelissima, Nadja non smise mai di interiorizzare, di memorizzare, assimilando anche i versi di Anna, dopo l'ennesima caduta in disgrazia dell'amica.
La vittoria dei bolscevichi e la nascita dello Stato Sovietico determinarono le fughe all'estero dei più cari amici e le esecuzioni di uomini invisi al regime. Osip non voleva partire, ma in lui l'anelito di libertà era tale che si ritrovò ben presto emarginato dall'Unione degli scrittori e cadde in disgrazia in seguito a una poesia scritta per irridere Stalin. Penosamente la situazione dei due coniugi si trascinò fino al 1938, quando Osip venne fatto prigioniero e inviato in Siberia, nella lontanissima e gelida Kolyma, dove morì dopo nove mesi, secondo il certificato di morte inviato al fratello. 
Il giorno dell'arresto di Osip, Nadja non aveva potuto neanche salutarlo, né aveva tentato di farlo: si era limitata a consegnargli scarse provviste e qualche indumento. Dopo la morte di Osip, Nadja trovò la forza di laurearsi e insegnare. Accettò qualsiasi città in cui le fosse proposto di abitare, dato che alla fine di ogni anno scolastico era costantemente allontanata per il sospetto di un non allineamento ideologico, ma sempre custodendo nel cuore le liriche di Osip. Passò anche il tempo di Stalin, passò il tempo delle denunce e arrivò la possibilità di affidare i lavori di Osip a mani sicure. La lotta di Nadja ebbe il premio che mai si era aspettata, ma in cui tanto aveva sperato: all'estero Osip Mandel'štam cominciava a essere pubblicato, arrivavano denaro e inviati a intervistarla, come Bruce Chatwin. Sull'onda della risonanza internazionale, lo Stato le diede una vera casa e dei sussidi. Nell'ultima sera della sua vita, Nadja è convinta di udire Osip – da cui mai si è separata nell'interiorità – vicino, frusciante, parlante. E si ritrova a comunicare con lui.

## Personaggi storici
Nel libro sono presenti in prevalenza personaggi storici, che in vari momenti sono stati vicino ai coniugi Mandel'štam e in seguito a Nadežda Mandel'štam: pur prevalendo gli amici e i sostenitori, taluni si comportarono in modo ostile.
Artisti e letterati
- Anna Andreevna Achmatova: amicissima dei coniugi, sempre pronta a raggiungerli e aiutarli;
- Isaak Babel': personaggio di sfondo, noto ai coniugi;
- Andrej Belyj: grande amico di Osip (che viene escluso però dai funerali di Belyj dal regime);
- Nina Nikolaevna Berberova: personaggio di sfondo, va in Francia e i coniugi dovrebbero partire con lei, ma non lo fanno;
- Aleksandr Aleksandrovič Blok: molto ammirato dai coniugi, è nominato spesso;
- Iosif Aleksandrovič Brodskij: giovane, va a trovare Nadežda Mandel'štam ormai anziana;
- Bruce Chatwin: viene ad intervistare Nadežda Mandel'štam, quando lei è anziana e rispettata, grazie alla fama internazionale che ha fatto raggiungere a Osip Mandel'štam;
- Vladislav Chodasevič: molto amico di Osip, parte per la Francia con Nina Berberova;
- Marina Ivanovna Cvetaeva: si comporta in modo possessivo con Osip e ignora Nadja. Dopo l'esilio e il suicidio di Marina, Nadja sente di aver perso ancora qualcuno;
- Il'ja Grigor'evič Ėrenburg: altro grande amico di Osip;
- Sergej Esenin: personaggio di sfondo, ha vissuto accanto ai Mandel'štam;
- Maksim Gor'kij: letterato molto potente, ostile a Osip Mandel'štam;
- Lev Nikolaevič Gumilëv: unico figlio di Anna Achmatova, perseguitato dal regime;
- Nikolaj Stepanovič Gumilëv: primo marito di Anna Achmatova, amico di Mandel'štam, è tra i primi giustiziati per ordine del regime;
- Vladimir Vladimirovič Majakovskij: personaggio di sfondo, vive accanto ai Mandel'štam;
- Boris Leonidovič Pasternak: molto amico dei Mandel'štam,  a sua volta in difficoltà, non manca  di aiutarli;
- Nikolaj Nikolaevič Punin: terzo marito di Anna Achmatova, è piuttosto generoso con i Mandel'štam e li ospita a Leningrado
- Viktor Borisovič Šklovskij: amico dei Mandel'štam, si prodiga molto per loro;
- Aleksej Nikolaevič Tolstoj: altro potente letterato, critico verso Osip Mandel'štam;
- Maksimilian Aleksandrovič Vološin: altro amico dei Mandel'štam;

Funzionari dell'URSS
- Nikolaj Ivanovič Bucharin: aiuta con ogni mezzo i Mandel'štam, finché lui stesso non finisce in disgrazia e viene giustiziato;
- Lavrentij Pavlovič Berija: poiché è ai vertici dell'Unione Sovietica, Nadežda gli scrive una lettera in cui chiede aiuto, ma, dopo la morte di Stalin, anche Berija viene giustiziato;

## Edizioni
- Elisabetta Rasy, La scienza degli addii, collana "La scala", Rizzoli, Milano 2005, ISBN 88-17-00653-X
- (ES)  Elisabetta Rasy, La ciencia del adiós,  traducido del italiano por Pepa Linares, Serie: Alianza literaria, Alianza Editorial, Madrid 2007 (riedito nel 2012 e nel 2014)[5]
- (FR)  Elisabetta Rasy: La science des adieux: Roman, traduit de l'italien par Nathalie Bauer, Seuil, Paris 2007[6]